# Rapojärvi och Haukkajärvi
Rapojärvi och Haukkajärvi är en sjö i Finland. Den ligger i kommunen Kouvola i landskapet Kymmenedalen, i den södra delen av landet, 130 km nordost om huvudstaden Helsingfors. Rapojärvi och Haukkajärvi ligger 61,7 meter över havet. Den är 26,23 meter djup. Arean är 13,25 kvadratkilometer och strandlinjen är 39,55 kilometer lång. Sjön  ingår i Kymmene älvs huvudavrinningsområde. 